# Farol do Cabo Espichel
O farol do Cabo Espichel é um farol português que se localiza no cabo de mesmo nome, em Sesimbra, freguesia do Castelo, Distrito de Setúbal, Portugal.
Torre hexagonal de alvenaria e edifícios anexos.

## História
Há notícias que já em 1430 a irmandade de N.S.ª do Cabo tinha instalado um farolim predecessor do actual farol.
A torre actual foi inaugurada em 1790, em 1865 era alimentado por azeite, mudando de combustível em 1886, quando a sua luz passou a ser alimentada por incandescência de vapor de petróleo e, muito mais tarde em 1926 por electricidade.
Em 1983 este farol tinha instalado um aparelho iluminante chamado de primeira ordem que emitia luz em grupos de quatro clarões brancos, em vez do antigo sistema de luz fixa. Com este novo sistema passou a ter um alcance luminoso de vinte e oito milhas náuticas (quarenta e cinco quilómetros).
A estrutura de apoio ao farol foi aumentada para os lados por volta de 1900.
Em 1947 entrou numa nova era no que diz respeito à iluminação. Foi montado um aparelho óptico aeromarítimo, que já tinha estado ao serviço do Farol do Cabo da Roca. Esta nova óptica dióptica - catadióptica chamada de quarta ordem, um modelo de grandes dimensões, apresenta trinta centímetros de distância focal, produzindo lampejos simples, agora com um alcance luminoso de quarenta e duas milhas náuticas (cerca de sessenta e sete quilômetros).

## Informações
- Aberto ao público: Sim, todas as quartas-feiras das 14H00 às 17H00[2]